# I.F (GNZ48의 음반)
《I.F》는 중국의 걸 그룹 GNZ48의 세 반째 EP이다. 타이틀 곡의 센터 포지션은 팀NIII의 류리페이가 맡았다

## 수록곡
| #  | 제목                               | 작사   | 작곡           | 편곡        | 가창 유닛 | 재생 시간 |
| -- | ---------------------------------- | ------ | -------------- | ----------- | --------- | --------- |
| 1. | 〈민들레의 발자국〉 (蒲公英的脚印) | 松本广 | 金源奕、朴志娟 |             |           |           |
| 2. | 〈Miss Camellia〉                  | 松本广 | 唐绍崴         | 팀G         |           |           |
| 3. | 〈해바라기 약속〉 (向日葵约定)     | 三本目 | 燣ee Kyu Won   | 팀NIII      |           |           |
| 4. | 〈분홍백 장미꽃〉 (粉红白玫瑰)     | 三本目 | 燣ee Kyu Won   | 팀Z         |           |           |
| 5. | 〈박태기나무〉 (紫荆)              | 三本目 | 金源奕、朴志娟 | 광둥어 유닛 |           |           |

## 선발 멤버

### 민들레의 발자국
(센터: 류리페이)
- 팀G: 천커, 가오위안징, 황리룽, 뤄한웨, 셰레이레이, 장충위
- 팀NIII: 류리페이, 류첸첸, 탕리자, 셴선난, 슝신야오, 정단니
- 팀Z: 룽이루이, 왕잉, 왕쓰웨, 장신위

### Miss Camellia
(센터:셰레이레이)
- 팀G: 천커, 천위치, 두위웨이, 가오위안징, 황리룽, 리친제, 린자페이, 류멍야, 류샤오샤오, 뤄한웨, 샹윈, 셰레이레이, 장충위, 쩡아이자, 장카이치, 장충위

### 해바라기 약속
(센터:루징)
- 팀NIII: 천후이징, 천난시, 천신위, 펑자시, 훙징원, 리이훙, 류리페이, 류첸첸, 루징, 탕리자, 셴선난, 샤오원링, 슝신야오, 정단니, 쭤자신, 쭤징위안

### 분홍백 장미꽃
(센터:룽이루이)
- 팀Z: 천구이쥔, 천쯔잉, 다이링, 두추린, 류자이, 룽이루이, 눙옌핑, 왕추이페이, 왕중이, 왕쓰웨, 왕잉, 왕쯔신, 양커루, 양위안위안, 장신위, 자오이민

### 박태기나무
(센터:천신위)
- 팀G: 황리룽, 장카이치
- 팀NⅢ: 천신위, 펑자시, 탕리자
- 팀Z: 천쯔잉, 왕추이페이, 왕잉, 자오이민